# Área superficial

Una esfera de radio tiene un área superficial de

El área superficial de un objeto sólido es una medida del área total que ocupa la superficie del objeto. La definición matemática del área de superficie en presencia de superficies curvas es considerablemente más complicada que la definición de la longitud de arco de curvas unidimensionales, o del área de superficie para poliedros (es decir, objetos con caras poligonales planas), para los cuales el área de superficie es la suma de las áreas de sus caras. A las superficies lisas, como una esfera, se les asigna un área de superficie utilizando su representación como superficies paramétricas. Esta definición de área superficial se basa en métodos de cálculo infinitesimal e implica derivadas parciales y doble integración.
Una definición general del área de la superficie fue buscada por Henri Lebesgue y Hermann Minkowski a principios del siglo XX. Su trabajo condujo al desarrollo de la teoría de la medida geométrica, que estudia varias nociones de área de superficie para objetos irregulares de cualquier dimensión. Un ejemplo importante es el contenido de Minkowski de una superficie.

## Definición
Si bien las áreas de muchas superficies simples se conocen desde la antigüedad, una definición matemática rigurosa de área requiere mucho cuidado.  
Esto debería proporcionar una función. 
{\displaystyle S\mapsto A(S)}
que asigna un número real positivo a una cierta clase de superficies que satisface varios requisitos naturales. La propiedad más fundamental del área de superficie es su aditividad: el área del conjunto es la suma de las áreas de las partes. Más rigurosamente, si una superficie S es una unión de un número finito de piezas S1, ..., Sr  que no se superponen excepto en sus límites, entonces 
{\displaystyle A(S)=A(S_{1})+\cdots +A(S_{r}).}
Las áreas superficiales de formas poligonales planas deben coincidir con su área geométricamente definida. Dado que el área superficial es una noción geométrica, las áreas de superficies congruentes deben ser iguales y el área debe depender solo de la forma de la superficie, pero no de su posición y orientación en el espacio. Esto significa que el área de la superficie es invariante bajo el grupo de movimientos euclidianos. Estas propiedades caracterizan de manera única el área de la superficie para una amplia clase de superficies geométricas llamadas lisas por partes. Dichas superficies consisten en muchas piezas que pueden representarse en forma paramétrica.
{\displaystyle S_{D}:{\vec {r}}={\vec {r}}(u,v),\quad (u,v)\in D}
Con una función continuamente diferenciable {\displaystyle {\vec {r}}.} El área de una pieza individual está definida por la fórmula. {\displaystyle }
{\displaystyle A(S_{D})=\iint _{D}\left|{\vec {r}}_{u}\times {\vec {r}}_{v}\right|\,du\,dv.}
De este modo, el área de SD se obtiene al integrar la longitud del vector normal   {\displaystyle {\vec {r}}_{u}\times {\vec {r}}_{v}} a la superficie sobre la región apropiada D en el plano uv paramétrico. El área de toda la superficie se obtiene luego sumando las áreas de las piezas, utilizando la aditividad del área de superficie. La fórmula principal puede ser especializada para diferentes clases de superficies, dando, en particular, fórmulas para áreas de gráficos z = f (x,y) y superficies de revolución. 

Linterna Schwarz con cortes axiales y vértices radiales. El límite del área según y tender al infinito no converge. En particular, no converge al área del cilindro.

Una de las sutilezas del área de superficie, en comparación con la longitud de arco de las curvas, es que el área de superficie no se puede definir simplemente como el límite de áreas de formas poliédricas que se aproximan a una superficie lisa determinada. Hermann Schwarz demostró que para el cilindro, diferentes opciones de aproximación de superficies planas pueden llevar a diferentes valores límite del área; este ejemplo se conoce como la linterna de Schwarz.
Henri Lebesgue y Hermann Minkowski desarrollaron varios enfoques para una definición general de área superficial a finales del siglo XIX y principios del siglo XX. Si bien para superficies lisas por tramos hay una noción natural una única área superficial, si una superficie es muy irregular o rugosa, puede que no sea posible asignarle un área. Un ejemplo está dado por una superficie con picos distribuidos en forma densa. Muchas superficies de este tipo se generan mediante fractales. Las extensiones de la noción de área que cumplen parcialmente su función y que pueden definirse incluso para superficies muy irregulares se estudian en la teoría de la medida geométrica.  

## Fórmulas comunes
| Forma                               | Ecuación | Variables |
| ----------------------------------- | --- | --- |
| Cubo                                | {\displaystyle 6s^{2}\,}                                                                                             | s = largo del lado |
| Ortoedro                            | {\displaystyle 2(\ell w+\ell h+wh)\,}                                                                                | ℓ = largo, w = ancho, h = altura |
| Prisma triangular                   | {\displaystyle bh+l(a+b+c)}                                                                                          | b = longitud de la base del triángulo, h = altura del triángulo, l = distancia entre las bases triangulares, a, b, c = lados del triángulo |
| Prismas                             | {\displaystyle 2B+Ph\,}                                                                                              | B = el área de una base, P = el perímetro de una base, h = altura                                                                          |
| Esfera                              | {\displaystyle 4\pi r^{2}=\pi d^{2}\,}                                                                               | r = radio de la esfera, d = diámetro |
| Lúnula esférica                     | {\displaystyle 2r^{2}\theta \,}                                                                                      | r = radio de la esfera, θ = ángulo diedro                                                                                                  |
| Toro                                | {\displaystyle (2\pi r)(2\pi R)=4\pi ^{2}Rr}                                                                         | r = radio menor (radio del tubo), R = radio mayor (distancia del centro del tubo al centro del toro)                                       |
| Cilindro cerrado                    | {\displaystyle 2\pi r^{2}+2\pi rh=2\pi r(r+h)\,}                                                                     | r = radio de la base circular, h = altura del cilindro                                                                                     |
| Área superficial lateral de un cono | {\displaystyle \pi r\left({\sqrt {r^{2}+h^{2}}}\right)=\pi rs\,}                                                     | {\displaystyle s={\sqrt {r^{2}+h^{2}}}} s = altura inclinada del cono, r = radio de la base circular, h = altura del cono                  |
| Área superficial total de un cono   | {\displaystyle \pi r\left(r+{\sqrt {r^{2}+h^{2}}}\right)=\pi r(r+s)\,}                                               | s = altura inclinada del cono, r = radio de la base circular, h = altura del cono                                                          |
| Pirámide                            | {\displaystyle B+{\frac {PL}{2}}}                                                                                    | B = área de la base, P = perímetro de la base, L = altura inclinada                                                                        |
| Pirámide cuadrada                   | {\displaystyle b^{2}+2bs=b^{2}+2b{\sqrt {\left({\frac {b}{2}}\right)^{2}+h^{2}}}}                                    | b = largo de la base, s = altura inclinada, h = altura vertical                                                                            |
| Pirámide rectangular                | {\displaystyle lw+l{\sqrt {\left({\frac {w}{2}}\right)^{2}+h^{2}}}+w{\sqrt {\left({\frac {l}{2}}\right)^{2}+h^{2}}}} | ℓ = largo, w = ancho, h = altura |
| Tetraedro                           | {\displaystyle {\sqrt {3}}a^{2}}                                                                                     | a = largo de lado |

### Relación entre las áreas de superficie de una esfera y cilindro del mismo radio y altura

Un cono, esfera y cilindro de radio r y altura h.

Las siguientes fórmulas se pueden usar para mostrar que el área de superficie de una esfera y un cilindro del mismo radio y altura están en la relación 2 : 3, como sigue.
Aquí el radio es r  y la altura h (que es 2r para la esfera). 
{\displaystyle {\begin{array}{rlll}{\text{Esfera}}&=4\pi r^{2}&&=(2\pi r^{2})\times 2\\{\text{Cilindro}}&=2\pi r(h+r)&=2\pi r(2r+r)&=(2\pi r^{2})\times 3\end{array}}}

El descubrimiento de esta relación se acredita a Arquímedes.

## En Química

Superficie de partículas de diferentes tamaños.

El área superficial es importante en la cinética química. El aumento del área de superficie de una sustancia generalmente aumenta la velocidad de una reacción química. Por ejemplo, el hierro en un polvo fino se quemará mientras que en los bloques sólidos es lo suficientemente estable como para utilizarlo en estructuras. Para diferentes aplicaciones, se puede desear un área de superficie mínima o máxima. 

## En Biología

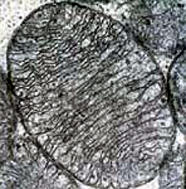
La membrana interna de la mitocondria tiene una gran área de superficie debido a los despliegues, lo que permite tasas más altas de respiración celular (micrografía electrónica).

El área de superficie de un organismo es importante en varias consideraciones, como la regulación de la temperatura corporal y la digestión. Los animales usan sus dientes para moler los alimentos en partículas más pequeñas, lo que aumenta el área de superficie disponible para la digestión. El tejido epitelial que recubre el tracto digestivo contiene microvilos, lo que aumenta considerablemente el área disponible para la absorción. Los elefantes tienen orejas grandes, lo que les permite regular su propia temperatura corporal. En otros casos, los animales necesitarán minimizar el área de la superficie; por ejemplo, las personas doblarán los brazos sobre el pecho cuando estén fríos para minimizar la pérdida de calor.
La relación entre área de superficie y volumen (SA:V) de una célula impone límites superiores de tamaño, ya que el volumen aumenta mucho más rápido que el área de superficie, lo que limita la velocidad a la que las sustancias se difunden desde el interior a través de la membrana celular hasta los espacios intersticiales o las otras células. De hecho, al representar una celda como una esfera idealizada de radio r, el volumen y el área de superficie son, respectivamente, V = 4/3πr3; SA = 4 πr2. La relación superficie/volumen resultante es, por lo tanto, 3/r . Por lo tanto, si una celda tiene un radio de 1 μm, la relación SA:V es 3; mientras que si el radio de la celda es en cambio 10 μm, entonces la relación SA:V se convierte en 0.3. Con un radio de celda de 100, la relación SA:V es de 0.03. Por lo tanto, el área de la superficie cae abruptamente al aumentar el volumen.